# 쿠지 아키코
쿠지 아키코(일본어: 久慈 暁子, 1994년 7월 13일 ~ )는 후지 TV의 여성 아나운서. 원래 여성 패션 모델. 이와테현 오슈시 출신.

## 개인 생활
2022년 5월 26일, 쿠지는 프로 농구 선수 와타나베 유타와 결혼했다고 발표했다. 그들은 현재 지난 2022년 5월 기준으로 미국에 거주하고 있다.